# Jean Raspail
Jean Raspail (ur. 5 lipca 1925 w Chemillé-sur-Dême, zm. 13 czerwca 2020 w Paryżu) – francuski pisarz i podróżnik, laureat wielu nagród, m.in. Grand Prix du Roman Akademii Francuskiej. Mieszkał w Paryżu.

## Poglądy polityczne
Raspail był monarchistą. Przekonania te wpoił mu ojciec, który też był zagorzałym rojalistą. Pisarz twierdził, że jego monarchistyczne poglądy są także formą dandyzmu, rozumianego jako afirmacja jednostki przeciw masie. Nie brał udziału w wyborach, popierał jednak Sojusz Rojalistyczny.
Raspail przedstawiał różne możliwe scenariusze, według których przywracana jest monarchia. Jeden z nich przewidywał zbrojne powstanie, które w powieści Raspaila pt. „Król zza morza” wybucha 29 kwietnia 2000 roku.
Od kilkudziesięciu lat organizował uroczystości żałobne upamiętniające śmierć króla Ludwika XVI zamordowanego 21 stycznia przez rewolucjonistów. Miał ku temu szczególny powód – był antydemokratą, jego przodek François-Marie Raspail zaś, deputowany do Zgromadzenia Narodowego, referował dekret wprowadzający po raz pierwszy w historii Francji głosowanie powszechne. Raspail czuł się wobec tego faktu zobowiązany do „ekspiacji” za tę „plamę na honorze rodziny”.

## Dzieła
- Terre de feu – Alaska (1952)
- Terres et Peuples Incas (1955)
- Le Vent des Pins (1958)
- Terres Saintes et Profanes (1960)
- Les Veuves de Santiago (1962)
- Hong-Kong, Chine en sursis (1963)
- Secouons le cocotier (1966) – récits de voyage
- Secouons le cocotier: 2, Punch Caraïbe (1970)
- Bienvenue Honorables Visiteurs (le Vent des pins) (1970)
- Le Tam-Tam de Jonathan (1971)
- L’Armada de la Dernière Chance (1972)
- Obóz świętych (Le Camp des saints – 1973, wyd. polskie 2005)
- La Hache des Steppes (1974)
- Journal Peau Rouge (1975)
- Nuage Blanc et les Peaux-Rouges d’aujourd’hui (1975)
- Gra w króla (Le Jeu du Roi 1976, wyd. polskie 2023)
- Boulevard Raspail (1977)
- Les Peaux-rouges aujourd’hui (1978)
- Septentrion (1979)
- Bleu caraïbe et citrons verts: mes derniers voyages aux Antilles (1980)
- Les Antilles, d'île en île (1980)
- Ja, Antoni de Tuonens, król Patagonii (Moi, Antoine de Tounens, roi de Patagonie 1981, wyd. polskie 2008)
- Huzarzy. Opowieści ku pokrzepieniu serc (Les Hussards: histoires exemplaires 1982, wyd.polskie 2021)
- Oczy Ireny (Les Yeux d’Irène 1984, wyd. polskie 2014)
- Le Président (1985)
- Któż pamięta ludzi z Ziemi Ognistej (Qui se souvient des hommes... 1986, wyd. polskie 1990)
- L'Île bleue (1988)
- Pêcheurs de Lune (1990)
- Sire (1990, wyd. polskie 2006)
- Vive Venise (1992)
- Siedmiu jeźdźców (Sept cavaliers quittèrent la ville au crépuscule par la porte de l’Ouest qui n’était plus gardée – 1993, wyd. polskie 2009)
- Pierścień rybaka (L’Anneau du pêcheur – 1995, wyd. polskie 2005)
- Hurra Zara! (Hurrah Zara ! 1998, wyd. polskie 2021)
- Król zza morza (Le Roi au-delà de la mer – 2000, wyd. polskie 2008)
- Adiós, Tierra del Fuego (2001)
- Le son des tambours sur la neige et autres nouvelles d’ailleurs (2002)
- Les Royaumes de Borée (2003)
- Na królewskim szlaku (En canot sur les chemins d’eau du roi, une aventure en Amérique 2005, wyd. polskie 2020)
- Miłosierdzie (La Miséricorde 2018, wyd. polskie 2018)